# Pola Geiger
Pola Geiger, auch Pola Skrzypczyk, (* 2004 in Warschau) ist eine polnisch-deutsche Schauspielerin.

## Leben
Pola Geiger wurde in Warschau als Tochter des Fotografen Piotr Skrzypczyk geboren. Mit neun Jahren zog sie mit ihrer Familie nach Berlin, wo sie ein Gymnasium besuchte und sich mit analoger Fotografie beschäftigte. Zu Beginn ihrer Schauspiellaufbahn trat sie als Pola Skrzypczyk in Erscheinung, beispielsweise im Kurzfilm Der Junge im Karohemd von Aleksandra Odić, der auf dem Filmfestival Max Ophüls Preis 2019 gezeigt wurde und in dem sie als Vera eine Hauptrolle hatte.
Für den Film Jessy von Rebeca Ofek, in dem sie neben Hannes Wegener die Titelrolle übernahm und der 2021 auf den Internationalen Hofer Filmtagen uraufgeführt wurde, wurde sie im Rahmen der First-Steps-Awards 2022 für den Götz-George-Nachwuchspreis nominiert. In dem auf der Berlinale 2022 in der Sektion Perspektive Deutsches Kino vorgestellten Film Wir könnten genauso gut tot sein von Natalia Sinelnikova hatte sie als Iris an der Seite von Ioana Iacob als ihre Filmmutter eine Hauptrolle.
In der auf der Berlinale 2023 uraufgeführten Literaturverfilmung Wann wird es endlich wieder so, wie es nie war von Sonja Heiss basierend auf dem gleichnamigen Roman von Joachim Meyerhoff verkörperte sie die Rolle der Marlene. 2023 wurde sie für die Goldene Henne in der Kategorie Aufsteiger nominiert. In den am Filmfestival Max Ophüls Preis 2025 uraufgeführten Spielfilm Nulpen von Sorina Gajewski übernahm sie als Nico eine Hauptrolle.
Geiger lebt in Berlin. Ihre Muttersprachen sind Deutsch und Polnisch.

## Filmografie (Auswahl)
- 2017: Tropical Prevla (Kurzfilm, als Pola Skrzypczyk)
- 2019: Der Junge im Karohemd (Kurzfilm, als Pola Skrzypczyk)
- 2021: Jessy
- 2022: Wir könnten genauso gut tot sein
- 2023: Wann wird es endlich wieder so, wie es nie war
- 2024: Die Kanzlei (Fernsehserie, Folge Ein tiefer Fall)
- 2025: Nulpen
- 2025: Oben ohne
- 2025: Doppelhaushälfte (Fernsehserie, Folge Neue Nachbarn)

## Nominierungen
- 2022: First-Steps-Awards – Nominierung für den Götz-George-Nachwuchspreis für Jessy[4]
- 2023: Goldene Henne – Nominierung in der Kategorie Aufsteiger[9][12]